# Pholcus quinghaiensis
Pholcus quinghaiensis är en spindelart som beskrevs av Song och Zhu 1999. Pholcus quinghaiensis ingår i släktet Pholcus och familjen dallerspindlar. Inga underarter finns listade i Catalogue of Life.